# Wagenfeld
Wagenfeld is een gemeente in de Duitse deelstaat Nedersaksen. De gemeente ligt in het Landkreis Diepholz. Wagenfeld telt 7.225 inwoners.

## Ligging, verkeer, vervoer
De gemeente Wagenfeld  ligt in het zuiden van de deelstaat Nedersaksen aan de Bundesstraße B 239 tussen Diepholz, dat bijna 20 km ten westen van Wagenfeld ligt, en de zuidelijke buurgemeente  Rahden dat, 12 km van Wagenfeld verwijderd,  al in Noordrijn-Westfalen ligt. Wagenfeld ligt te midden van (voormalige) hoogveengebieden op gemiddeld  38 m boven de zeespiegel. Het uiterste noordwesten van de gemeente ligt ca. 30 m hoger (Böckeler Berg). Door het dorp Wagenfeld loopt de Wagenfelder Aue, een zijriviertje van de Hunte.
Het Naturpark Dümmer ligt direct ten westzuidwesten van Wagenfeld.
De gemeente bestaat uit de hoofdplaats Wagenfeld en het 7 km oostelijker gelegen, door het riviertje Große Aue doorsneden, dorp  Ströhen, dat ruim 1.800 inwoners heeft. Omdat het aan de zuidkant aangrenzende gebied in de gemeente Rahden, dat in Noordrijn-Westfalen ligt, ook de naam Ströhen heeft, maakt men sinds de 19e eeuw het volgende onderscheid: Ströhen, gemeente Wagenfeld wordt ook wel Hannoversch Ströhen genoemd; Ströhen, gemeente Rahden wordt ook wel Preußisch Ströhen genoemd.
De door de gemeente lopende spoorlijn, die een station in Ströhen had, wordt niet meer voor regulier treinverkeer gebruikt. Er zijn (nog weinig concrete) plannen, om tussen 2020 en 2025 weer reizigerstreinen naar Rahden v.v. te laten rijden.
Vanaf de treinstations van Rahden en Diepholz kan men per lijnbus in Wagenfeld komen. De bus uit Diepholz rijdt ook door naar Ströhen.

## Economie
In de gemeente is enige industrie  gevestigd.  Middelgrote ondernemingen produceren er zuivelproducten,  auto-onderdelen,  plastic producten  en garen.
In Ströhen is het instituut EFMK (Europäisches Fachzentrum Moor und Klima) gevestigd, dat ook een bezoekersinformatiecentrum met de naam Moorwelten (veenwerelden) onderhoudt. Het houdt zich bezig met natuurbescherming, met name in hoogveengebieden, en met duurzaamheids- en klimaatbeschermingsexperimenten die met het hoogveen te maken hebben.
Verder is de gemeente vooral een landbouwgebied.

## Geschiedenis
Wagenfeld ontstond als Wakenfeld in de 13e eeuw.
Aan het eind van de 15e eeuw lieten de graven van Graafschap Diepholz er ter bescherming tegen die van Minden een omgracht kasteel, de Auburg bouwen. De Auburg wisselde vaak van eigenaar en behoorde bijvoorbeeld vanaf  1585 enige tijd tot het Landgraafschap Hessen-Kassel. In 1937 verwierf de gemeente het gebouw.
Van 1961 tot 2002 was Wagenfeld een garnizoensdorp van Duitse en Amerikaanse militairen. Er waren ook kernwapens gestationeerd. Na het eind van de Koude Oorlog werden de bases ontmanteld. Een van de voormalige kazernes herbergt thans het gemeentehuis.

## Geboren
Romy Kasper, (5 mei 1988), wielrenster

## Bezienswaardigheden
- Het huidige gebouw van de Auburg in Wagenfeld is een markant, groot vakwerkhuis; het doet dienst als plaatselijk cultureel centrum.
- In Ströhen is een kleine dierentuin gevestigd. Op hetzelfde terrein is ook een stoeterij voor de fok van Arabische volbloedpaarden. Ook een gedeelte van de stoeterij kan bezichtigd worden.
- Per draisine kan men in de zomer vanaf het voormalige treinstation van Ströhen een stuk over de spoorrails rijden en van het eindpunt een wandeling maken naar het hoogveenreservaat Neustädter Moor, dat een beschermd natuurreservaat is, waar in de herfst veel kraanvogels doortrekken.
- Bij de evangelisch-lutherse St. Antoniuskerk in Wagenfeld is in 2013, naar het voorbeeld van die in Harpstedt, een zgn. bijbeltuin aangelegd. De bedoeling is, dat men tijdens een wandeling door deze tuin gewezen wordt op bij de aanwezige planten, stenen, zitbankjes e.d. passende bijbelse thema's en desgewenst daarover kan mediteren. Van tijd tot tijd organiseert het plaatselijke kerkbestuur rondleidingen met uitleg. Bijbeltuinen zijn een typisch fenomeen voor Duitsland en de Verenigde Staten.

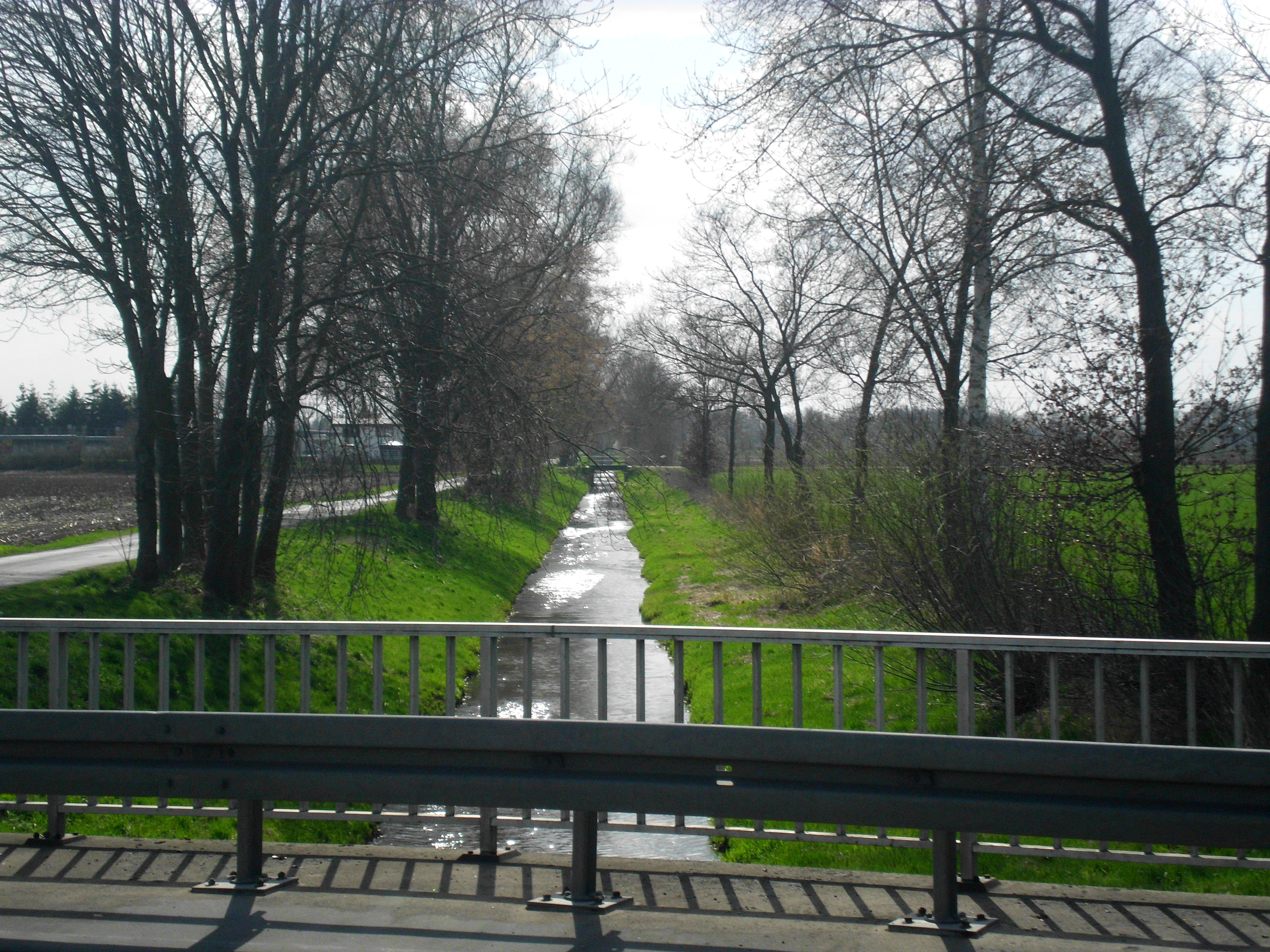
Wagenfelder Aue
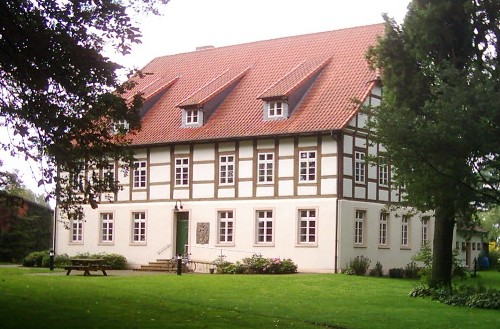
De Auburg in Wagenfeld
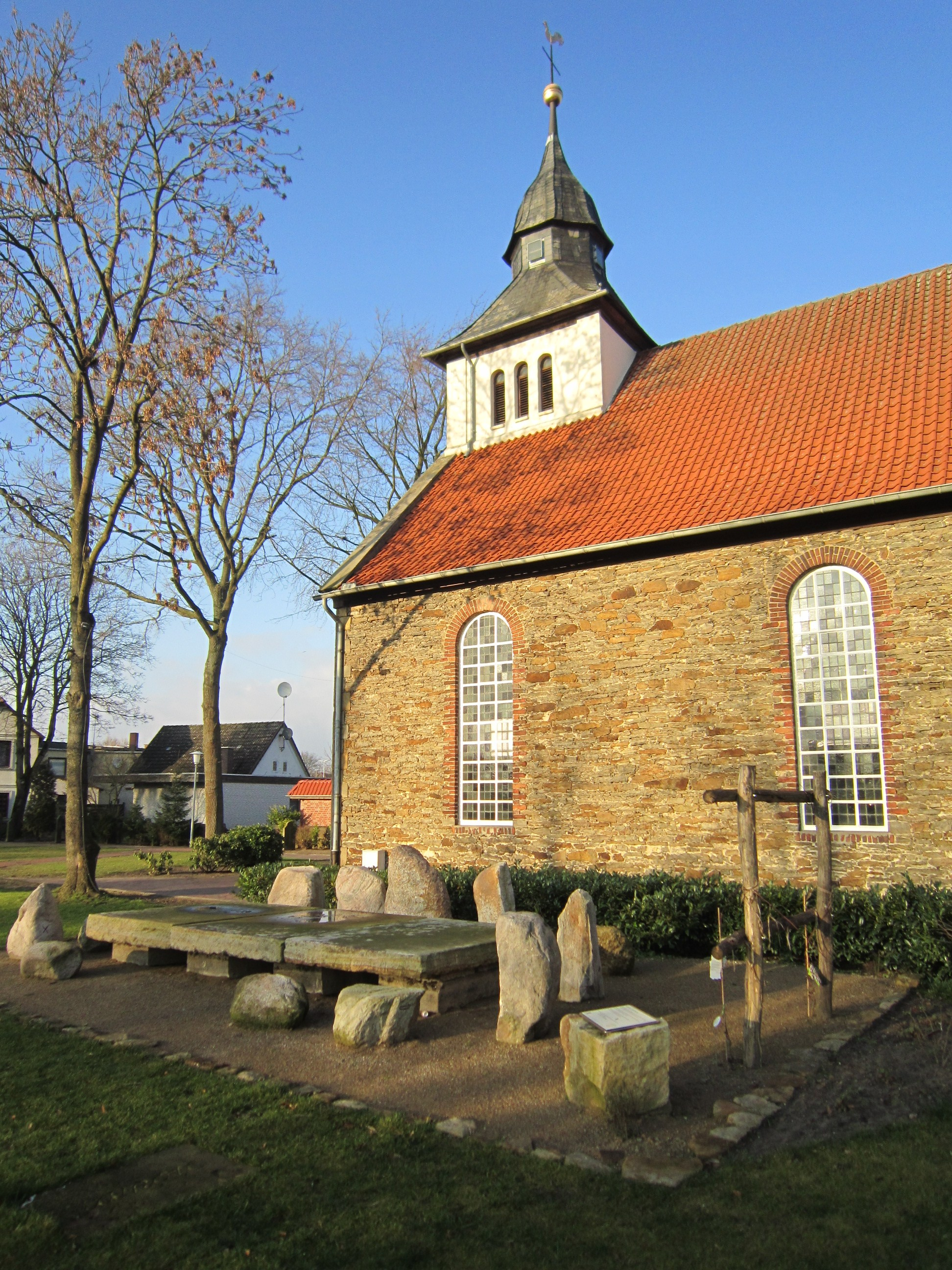
St. Antoniuskerk (ev. luthers)
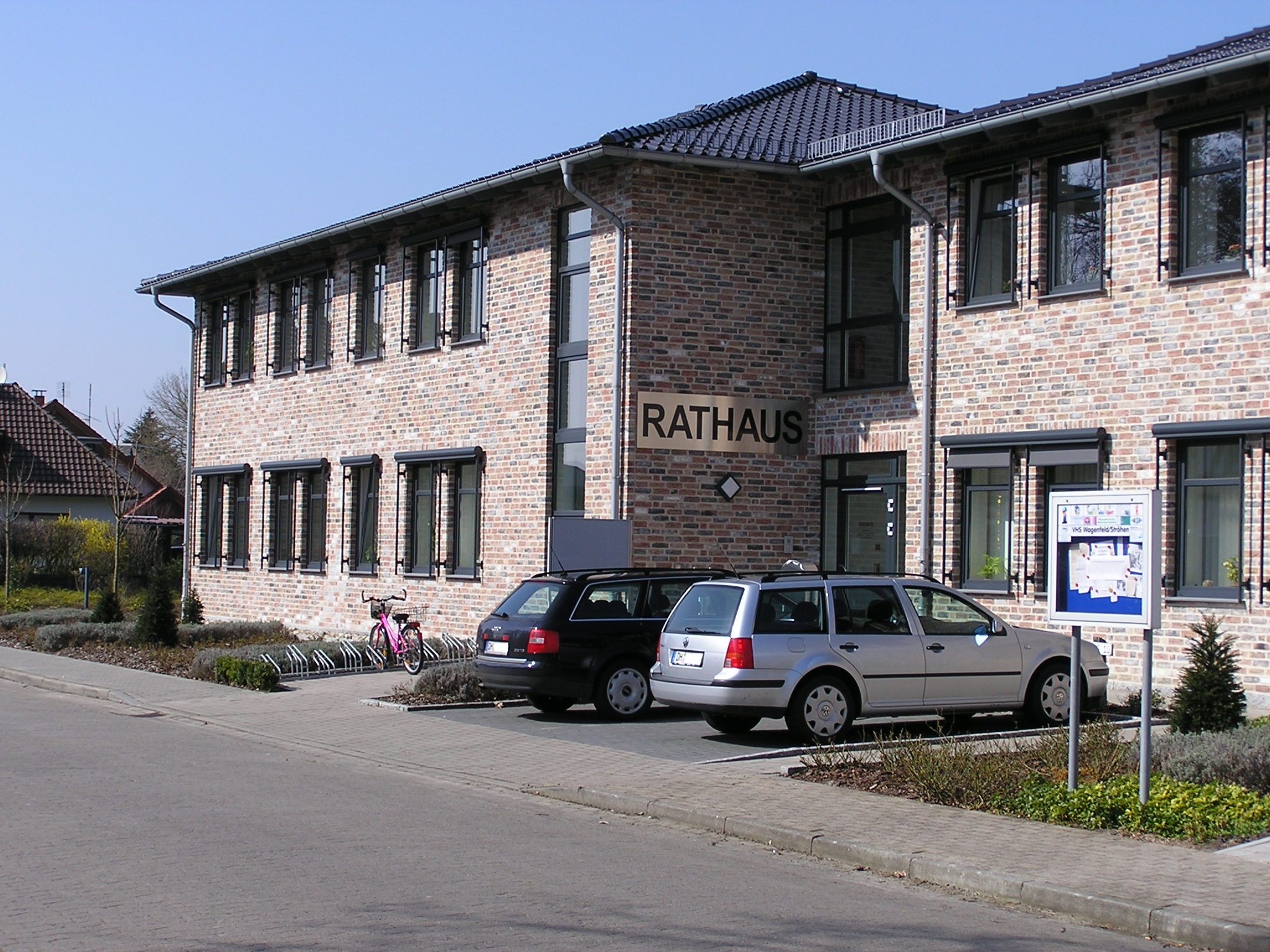
Raadhuis van Wagenfeld
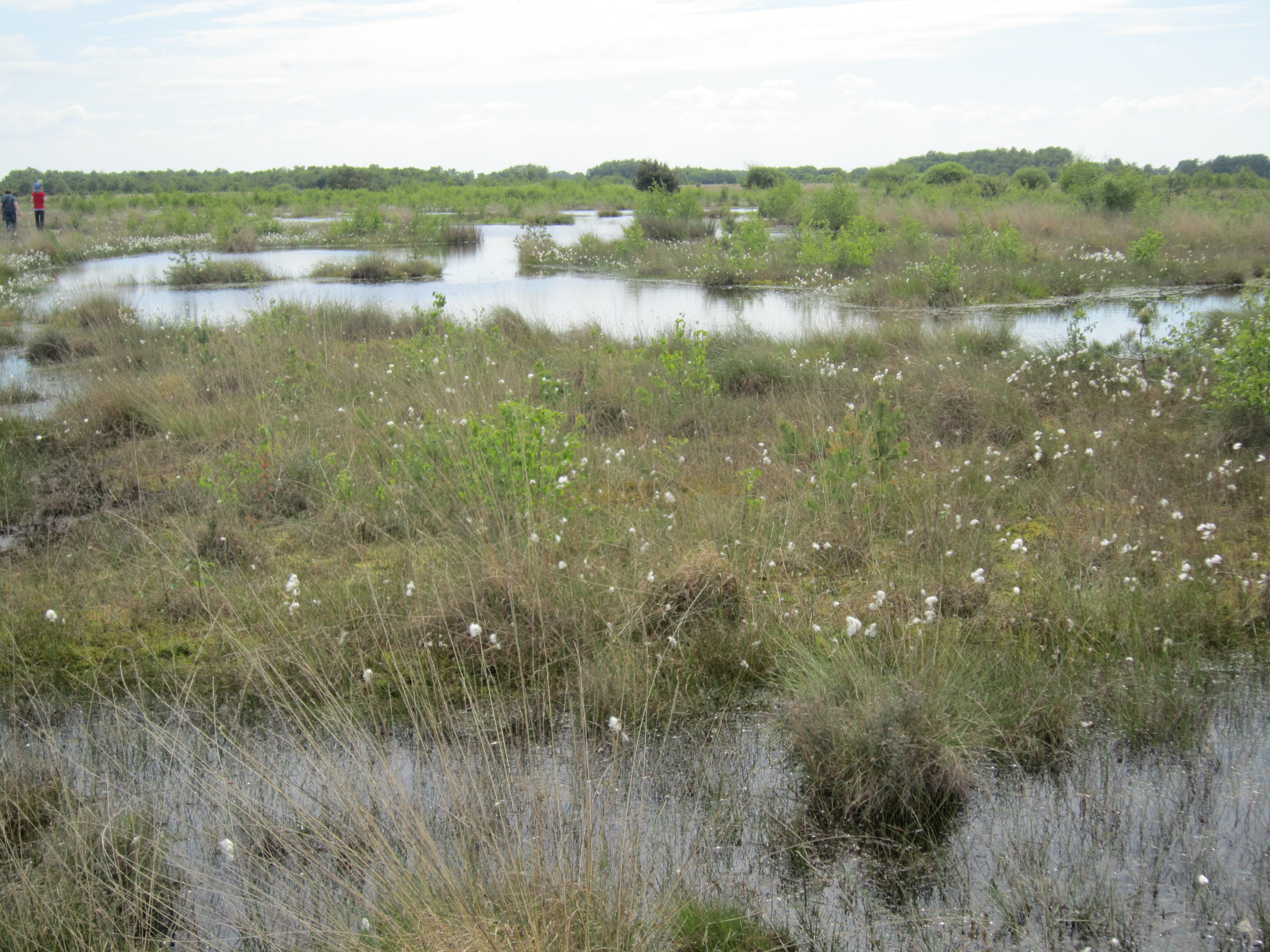
Hoogveenreservaat Neustädter Moor
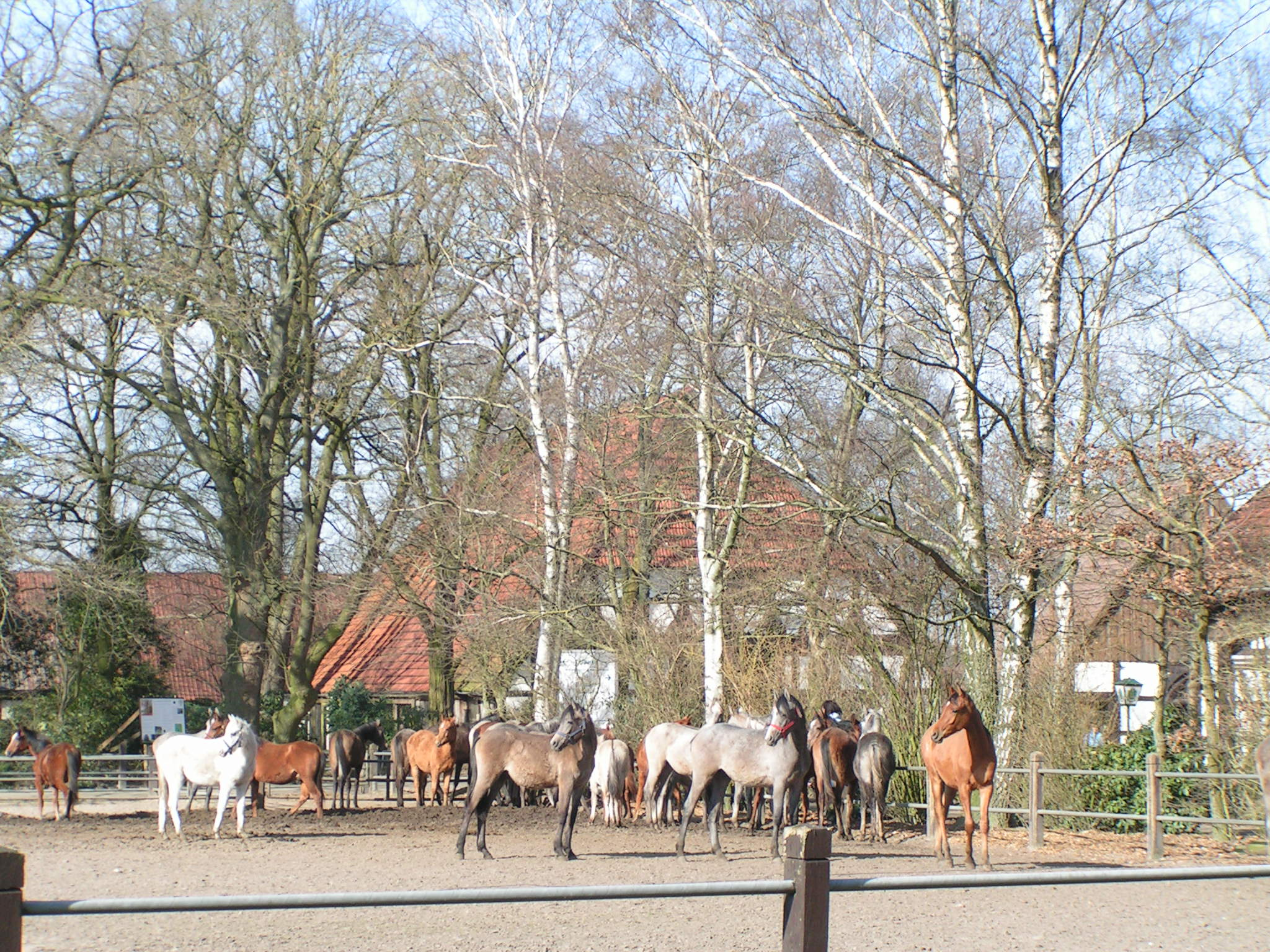
Arabische volbloedpaarden in de dierentuin van Ströhen
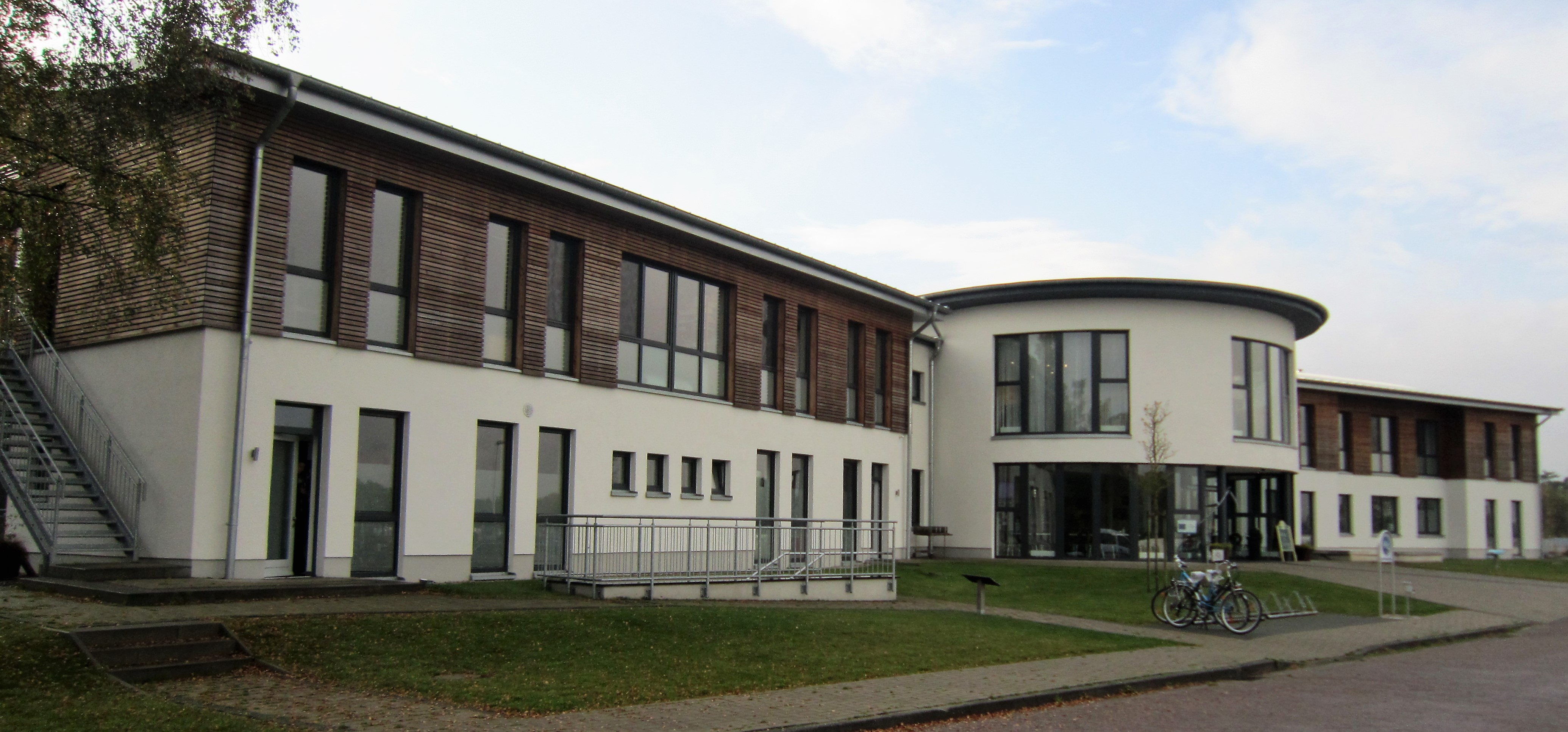
EFMK-gebouw